# Міжнародний електронний науковий журнал “Economic Processes Management”
Міжнародний електронний науковий журнал “Economic Processes Management” [Архівовано 4 лютого 2015 у Wayback Machine.] є англомовним виданням відкритого доступу, що публікує результати наукових досліджень, які спрямовані на висвітлення актуальних питань теорії і методології дослідження економічних процесів, управління економічними процесами на мікро- і макрорівні, міжнародних аспектів управління економічними процесами, інноваційно-інвестиційних процесів в економічних системах, управління економічними процесами в контексті сталого розвитку, практики управління економічними процесами.

## Про журнал
Міжнародний електронний науковий журнал “Economic Processes Management” започаткований кафедрою економічної теорії Сумського державного університету у 2013 році.
Журнал зареєстрований у міжнародному центрі періодичних видань (ISSN International Centre) і має міжнародний індекс eISSN 2311-6293. 
Періодичність видання – 4 рази на рік.
Відповідно до наказу Міністерства освіти і науки України № 1528 від 29.12.2014 Міжнародний електронний науковий журнал «Economic Processes Management» включено до Переліку наукових фахових видань України, у яких можуть публікуватися результати дисертаційних робіт на здобуття наукових ступенів доктора і кандидата економічних наук.
Наукове видання розміщується у відкритому доступі та висвітлює актуальні методологічні, теоретико-методичні та практичні аспекти управління економічними процесами.
Міжнародний електронний науковий журнал «Economic Processes Management» реферується та індексується в 20-ти міжнародних наукових базах:
Мова публікацій: англійська.

## Розділи журналу
Науковий електронний журнал «Economic Processes Management» містить такі рубрики:
- - Теорія і методологія дослідження економічних процесів;
- - Управління економічними процесами на мікрорівні;
- - Управління економічними процесами на макрорівні;
- - Міжнародні аспекти управління економічними процесами;
- - Інноваційно-інвестиційні процеси в економічних системах;
- - Управління економічними процесами в контексті сталого розвитку;
- - Практика управління економічними процесами.

## Редакційна колегія
Головний редактор журналу: доктор економічних наук, професор Прокопенко Ольга Володимирівна
Відповідальний секретар: Омельяненко Віталій Анатолійович

## Історія журналу
У грудні 2014 року відповідно до наказу Міністерства освіти і науки України № 1528 від 29.12.2014 Міжнародний електронний науковий журнал «Economic Processes Management» включено до Переліку наукових фахових видань України, у яких можуть публікуватися результати дисертаційних робіт на здобуття наукових ступенів доктора і кандидата економічних наук.
У жовтні 2014 року партнером журналу стала “Асоціація економістів Казахстану“.
У вересні 2014 року партнером журналу став журнал “Ecoforum” (Румунія).
В липні 2014 року Міжнародний електронний науковий журнал «Economic processes management» включено до каталогу Національної бібліотеки України ім. В. Вернадського та бази РІНЦ.
В червні 2014 року Міжнародний електронний науковий журнал «Economic processes management» включено до наступних міжнародних баз реферування та індексації: Directory of Research Journals Indexing, Google Scholar, Polish Scholarly Bibliography, Open Academic Journals Index (OAJI), CiteFactor. Directory Indexing of International Research Journals, Scientific Indexing Services (SIS), Social Science Open Access Repository.
У грудні 2013 року партнером журналу став журнал “Контролінг” (Російська Федерація).
Перший номер опубліковано у грудні 2013 року.
У вересні 2013 журнал зареєстровано у міжнародному центрі періодичних видань (ISSN International Centre, м. Париж, Франція, www.issn.org) та отримав міжнародний індекс eISSN 2311-6293.
Міжнародний електронний науковий журнал «Economic processes management» започаткований кафедрою економічної теорії Сумського державного університету у червні 2013 році.